# 엔젤 (드라마)

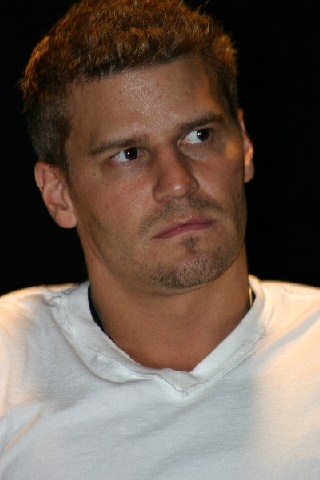

엔젤(Angel)은 1995년 10월 5일부터 2004년 5월 19일까지 The WB에서 방영된 텔레비전 시리즈이다.